# Brompton Road (metropolitana di Londra)
Brompton Road è una stazione fantasma della Piccadilly Line della metropolitana di Londra, situata nella zona di Brompton nel sud-ovest di Londra. Si trova fra le stazioni di Knightsbridge e South Kensington.

## Storia
La stazione di Brompton Road fu aperta il 15 dicembre 1906 dalla Great Northern, Piccadilly and Brompton Railway (GNP&BR), oggi la Piccadilly line. Era situata all'angolo di Brompton Road e Cottage Place.
Sebbene la sua posizione fosse comoda per l'accesso ad alcuni siti della zona, tra cui la chiesa cattolica del Cuore Immacolato di Maria (comunemente nota come Brompton Oratory) e il Victoria and Albert Museum, la stazione fu poco frequentata fin dall'apertura e già nel 1909 alcuni treni passavano senza effettuare fermate.
La stazione chiuse il 4 maggio 1926 nell'ambito dello sciopero generale proclamato in tutto il Regno Unito. Riaprì il 4 ottobre dello stesso anno, inizialmente solo nei giorni feriali e di sabato. Il servizio domenicale venne ripristinato il 2 gennaio 1927. Brompton Road rimaneva poco utilizzata, al punto che due degli ascensori furono rimossi e installati altrove e la biglietteria venne chiusa.
Quando la vicina stazione di Knightsbridge venne ristrutturata, con l'installazione di scale mobili al posto degli ascensori, fu anche dotata di un nuovo accesso sud, più vicino alla stazione di Brompton Road. Questo ridusse ulteriormente il bacino d'utenza della stazione. Brompton Road chiuse il 29 luglio 1934, contemporaneamente all'apertura del nuovo ingresso di Knightsbridge.
Poco prima dello scoppio della Seconda Guerra Mondiale, la stazione fu venduta al War Office per 22 000 sterline e utilizzata dalla brigata antiaerea di Londra. Durante la guerra funse da centro di comando dell'artiglieria antiaerea per tutta la zona del centro di Londra. Questa funzione cessò negli anni cinquanta. In seguito Brompton Road fu utilizzata per diversi altri compiti, sempre dal Ministero della Difesa.

## Utilizzi futuri

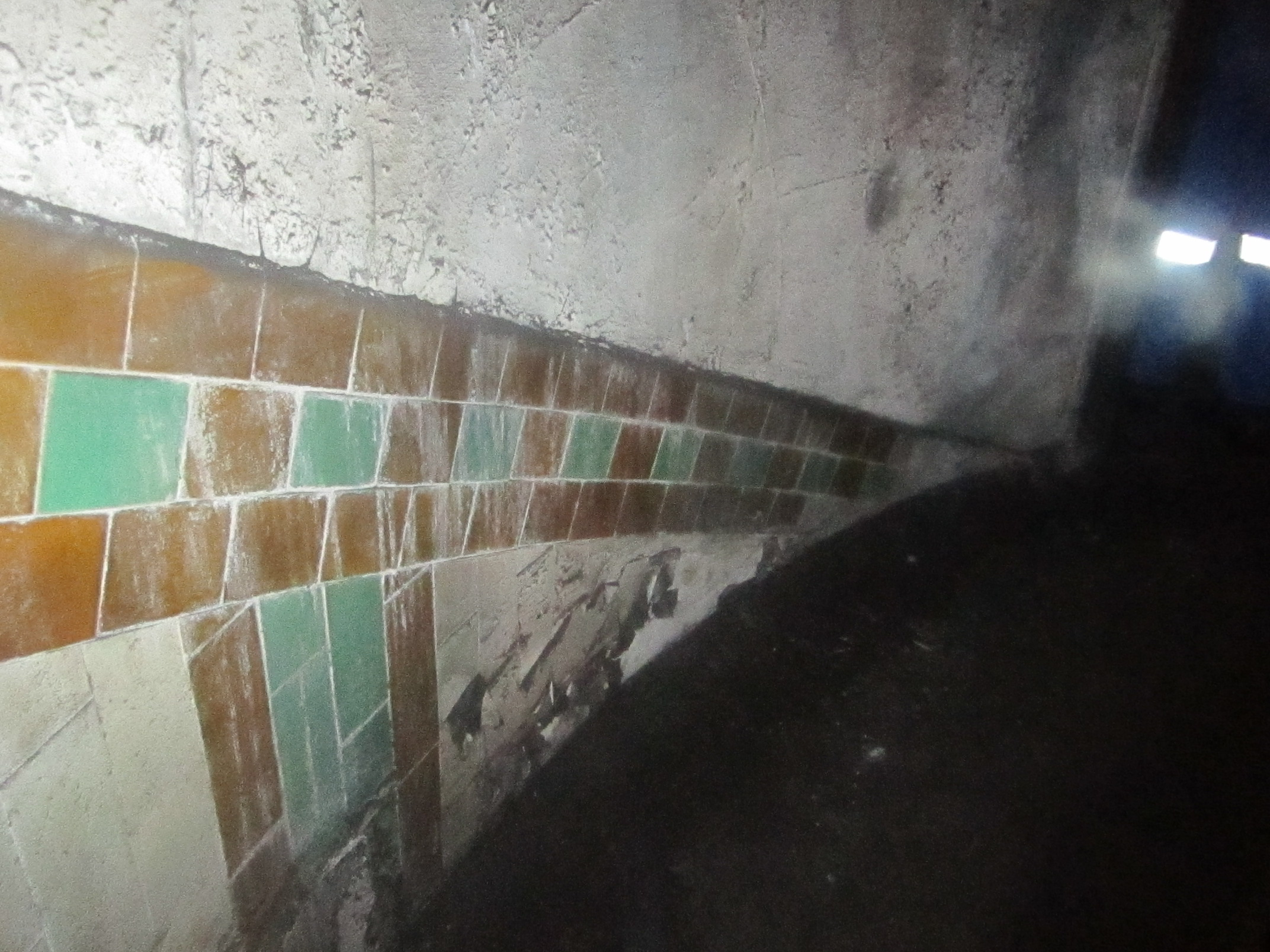
Piastrelle nel tunnel della stazione di Brompton Road, 2011

Nel luglio 2013 il Ministero della Difesa ha messo in vendita il sito, con un prezzo di vendita atteso di circa 20 milioni di sterline. Successivamente, nel novembre 2013, è stata confermata la vendita a Dmytro Firtash, un uomo d'affari ucraino, per 53 milioni di sterline. L'intenzione era di riconvertre il sito della stazione in appartamenti ad uso residenziale. Firtash è stato arrestato in Austria nel 2014 e  e successivamente, nel 2017, estradato negli Stati Uniti per un'accusa di corruzione. Alla data del 2019, la stazione risulta ancora chiusa e inutilizzata.

## Edificio
Come le altre stazioni della GNP&BR, l'edificio era stato progettato dall'architetto Leslie Green. il sito in superficie era a forma di L, costruito sui due lati di un pub che occupava l'angolo tra Brompton Road e Cottage Place. Le facciate erano del tipo standard di Green, in terracotta rossa con arcate semicircolari all'altezza del primo piano. L'ingresso e l'uscita per il pubblico erano su Brompton Road, mentre l'ingresso laterale di Cottage Place era riservato al personale. La facciata su Brompton Road fu demolita nel 1972, mentre la facciata su Cottage Place è tuttora esistente, incorporata in parte in un edificio più grande.
Sebbene le piattaforme siano state rimosse da tempo, la loro ubicazione è visibile dai treni di passaggio, identificabile dal muro di mattoni costruito quando vennero convertite in locali ad uso militare. La piastrellatura originale è tuttora presente sui muri del tunnel, sebbene ricoperta da polvere e sporcizia.

## Incidenti
Il 13 dicembre 1994, uno studente ventenne di nome Sean Harper scomparve durante una festa; venne ritrovato morto il 5 gennaio 1995 sul fondo di uno dei pozzi degli ascensori della stazione. Apparentemente era precipitato dal livello dell'edificio di superficie. Nel corso della successiva inchiesta giudiziaria non fu possibile accertare come fosse entrato nell'edificio né per quale scopo.